# Новгородка (монета)

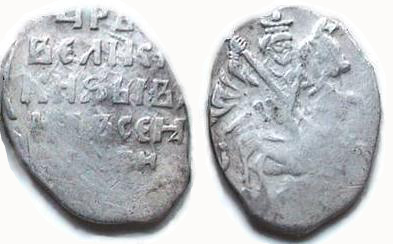
Новгородка (копійка) часів Івана Грозного

Новгородська денга, новгородська — срібна деньга, випуск якої почався у Великому Новгороді з 1420. Початкова маса — близько 0,94 грама (216 монет з гривень срібла, що дорівнює 204 грамам), з другої половини XV століття — 0,78 грама, з 1534 — 0,68 грама (300 монет з гривень).

## Історія

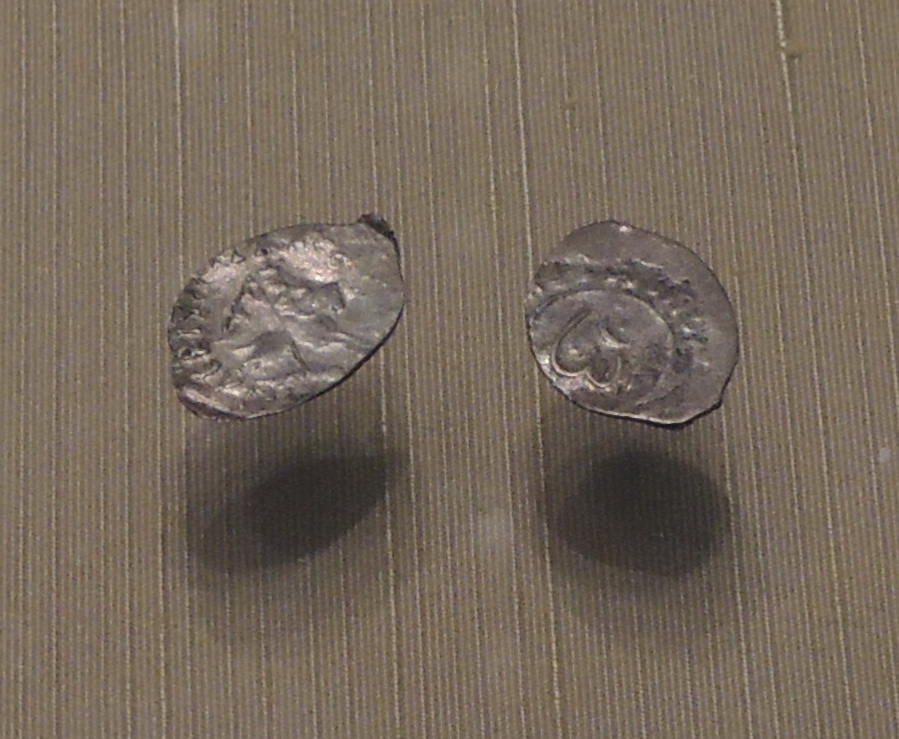
Денга новгородська часів Івана III. Кінець 1480-х. Срібло. ММК.

На лицьовій стороні зображений «вотчинник» Новгорода, що стоїть або сидить та приймає дари від новгородця, що стоїть перед ним. На звороті напис: «Великого Новгорода». Крім новгородок карбувалися також четверетці ( 1⁄4 новгородки), на яких зображувався птах.
Новгородки карбувалися за описаним типом до 1478, коли великий князь Іван III знищив новгородські вольності. З цього часу карбували новгородки, дуже недовго втім, з колишнім типом лицьової сторони, але з легендою «гроші великого князя» чи «друк великого князя», «сподар всієї Русі».
Новгородська денга дорівнювала в період Новгородської республіки 1⁄216 новгородського рубля (спочатку 204 грама срібла).
З 1534 (грошова реформа Олени Глинської) новгородка стала дорівнювати 1⁄100 московського рубля (68 грамів срібла) або 2 двом московкам (московським денгам). На ній, як правило, зображували вершника з списом, від чого вона отримала назву копійна денга, копійка. Протягом XVI-XVII століть це найменування закріпилося за монетою остаточно.